# ¡Fuera de aquí, maldito!
¡Fuera de aquí, maldito! (en árabe: اخرج منها يا ملعون Uḵruj Minhā yā Mal'ūn) es la cuarta y última novela escrita por el antiguo dictador iraquí Sadam Husein. Pertenece al género de novela histórica y fue escrita con la intención de ser una metáfora política. Se cree que fue terminada antes de la Guerra de Irak de 2003, en 2002 o 2003. No logró ser distribuida antes de la invasión de Irak de 2003. Fue publicada en japonés en 2006.

## Descripción general
¡Fuera de aquí, maldito! cuenta la historia de una tribu que vive en el río Éufrates desde hace más de 1.500 años, y que es invadida por otra tribu, a la que debe enfrentar por sobrevivir. La trama principal del libro se centra en tres hombres: Isaac, Joshep y Mahmoud, que con su abuelo Abraham crecieron juntos cuando eran niños. Isaac es un villano y un traidor, mientras que los otros dos, son honestos, nobles y buenos trabajadores. Más tarde Isaac se va y se muda a un país ubicado al oeste del Mar Muerto. Allí se une con un codicioso gobernador del Imperio Romano, ganando dinero a expensas de la población local. Para mantener sus riquezas, eventualmente deben construir dos torres. Sin embargo, las dos torres son atacadas cuando combatientes árabes las encienden en llamas, los atacantes entonces mueren entre las flamas como mártires musulmanes.

## Historia y publicación
Mientras avanzaba en su faceta como escritor, la hegemonía estadounidense y judía se convirtieron en una obsesión para Sadam; siendo ¡Fuera de aquí, maldito! una metáfora obvia de la misma, con los personajes centrales representando a las religiones abrahámicas. Siendo el libro completado en el período previo a la guerra de 2003, el editor presidencial Al-Hurriah (que significa "libertad") logró imprimir solo 40,000 copias antes de la caída de Bagdad a las fuerzas estadounidenses. El libro no alcanzó a ser distribuido.
La hija de Sadam, Raghad Hussein logró quedarse con el manuscrito después de la invasión. Ella llevó el manuscrito a Jordania e intentó publicar la novela en este país, planeando inicialmente una tirada de 100 mil copias, hasta que el gobierno impidió la publicación.
Poco después de su finalización, el libro entró en circulación de manera ilegal sin revelar nombre del autor. En 2004, el diario panárabe Asharq al-Awsat publicó el libro en forma de serie, y se imprimieron numerosas copias en Beirut y en otros lugares, estas ediciones fueron publicadas con una foto de Sadam Husein en la portada.
El libro fue finalmente publicado de manera oficial en Tokio por un editor japonés, Tokuma Shoten Publishing, en el año 2006 bajo el título Danza del diablo ("Akuma no Dance"). Se imprimieron 8,000 copias, de 256 páginas.
Fue traducido al turco por Humam Khalil Abu-Mulal al-Balawi.
Hesperus, un editor independiente que publica libros que se agotaron o que aún no han encontrado un traductor de inglés, ha manifestado interés en publicar una edición en inglés del libro.

## Reacciones
Hassan M. Fattah, colaborador de The New York Times, desestimó la calidad del libro diciendo que "no ganará ningún premio literario. [Es] Una pieza de pulp fácil de olvidar"